# Campionato francese di rugby a 15 1965-1966
Il Campionato francese di rugby a 15 1965-1966 fu disputato da 56 squadre divise in 7 gironi di 8 squadre. Le prime 4 di ogni poule e le due migliori quinte, per un totale di 32, si qualificarono alla fase ad eliminazione diretta.
L'Agen ha conquistato il secondo titolo consecutivo titolo superando in finale il Dax

## Fase di qualificazione
(In grassetto le qualificate al turno successivo)
| - SC Angoulême - SU Agen - Lyon OU - CA Périgueux - US Quillan - Saint-Junien - Stade toulousain - CS Vienne                  | - FC Auch - Aviron bayonnais - CA Brive - Condom - CA Lannemezan - USA Limoges - US Romans - RC Vichy                    | - Castres olympique - US Cognac - FC Grenoble - FC Lourdes - SC Mazamet - US Montauban - Stade montois - Toulouse olympique EC       |
| - SO Chambéry - US Dax - Section paloise - USA Perpignan - FC Saint-Claude - Stade bordelais UC - Stade rochelais - La Voulte | - Cahors - SC Graulhet - AS Montferrand - RC Narbonne - Paris université club - SA Saint-Sever - RC Toulon - Tyrosse RCS | - Stade aurillacois - Stade beaumontois - CA Bègles - AS Béziers - Stade dijonnais - CO Le Creusot - Racing club de France - Valence |
| - SC Albi - Biarritz olympique - CS Bourgoin-Jallieu - US Carmaux - RC Chalon - Foix - Stadoceste tarbais - SC Tulle          | | |

## Sedicesimi de finale
(In grassetto le qualificate al turno successivo)
| Squadra 1             | Squadra 2             | Risultato |
| --------------------- | --------------------- | --------- |
| SU Agen               | RC Chalon             | 11-3      |
| Stade rochelais       | US Montauban          | 6-3       |
| RC Narbonne           | Section paloise       | 9-0       |
| La Voulte             | Paris université club | 25-11     |
| Racing club de France | Lyon OU               | 9-8       |
| SC Angoulême          | FC Auch               | 16-3      |
| CA Brive              | FC Lourdes            | 6-0       |
| AS Béziers            | Aviron bayonnais      | 17-15     |
| US Dax                | USA Limoges           | 16-3      |
| CA Bègles             | CA Périgueux          | 29-5      |
| Stadoceste tarbais    | SC Albi               | 18-6      |
| Toulouse olympique EC | CA Lannemezan         | 19-3      |
| Stade montois         | FC Grenoble           | 26-16     |
| SC Tulle              | Stade aurillacois     | 3-3       |
| SC Graulhet           | Stade beaumontois     | 6-6       |
| RC Toulon             | Biarritz olympique    | 14-8      |

## Ottavi di finale
(In grassetto le qualificate al turno successivo)
| Squadra 1             | Squadra 2             | Risultato   |
| --------------------- | --------------------- | ----------- |
| SU Agen               | Stade rochelais       | 9-5         |
| RC Narbonne           | La Voulte             | 12-8        |
| Racing club de France | SC Angoulême          | 15-11       |
| CA Brive              | AS Béziers            | 12-9        |
| US Dax                | CA Bègles             | 12-5        |
| Stadoceste tarbais    | Toulouse olympique EC | 10-5        |
| Stade montois         | SC Tulle              | 16-0        |
| SC Graulhet           | RC Toulon             | 8-6 (a. p.) |

## Quarti di finale
(In grassetto le qualificate al turno successivo)
| Squadra 1             | Squadra 2          | Risultato |
| --------------------- | ------------------ | --------- |
| SU Agen               | RC Narbonne        | 9-3       |
| Racing club de France | CA Brive           | 12-9      |
| US Dax                | Stadoceste tarbais | 19-3      |
| Stade montois         | SC Graulhet        | 3-6       |

## Semifinali
(In grassetto le qualificate al turno successivo)
| Squadra 1 | Squadra 2             | Risultato |
| --------- | --------------------- | --------- |
| SU Agen   | Racing club de France | 14-8      |
| US Dax    | SC Graulhet           | 11-5      |

## Finale
| Arbitro: | Paul Madelmont |

| |            | |
| mete: Lasserre c.p. Dehez z drop Dehez | Marcatori  | mete: Benali, trasf. Saubesty drop P. Albaladejo |
| Marius Lagiewski, Jean-Claude Malbet, Raymond Palladin, Jacques Fort, Michel Lasserre, Michel Sitjar, Serge Viotto, Francesco Zani, Pierre Lacroix, Jean-Louis Dehez, Bernard Pomiès, Jean-Pierre Razat, Pierre Gruppi, Jean-Louis Mazas, Jean-Michel Pechambert | Formazioni | Jean-Michel Lucq, Léon Bérho, Christian Lasserre, Marcel Cassiède, Jean-Claude Labadie, Pierre Darbos, Gilles Benali, Claude Contis, Georges Capdepuy, Pierre Albaladejo, Jacques Bénède, Jean-Claude Sanz, Claude Dourthe, Michel Arrieumerlou, Jacques Saubesty |

Il Dax schierò una squadra molto giovane: Dourthe (17 anni e mezzo), Arrieumerlou (18 anni e mezzo), Capdepuy (20) e Benali (18). L'incontro fu segnato da molte brutalità.